# Didier Lecat
Pour les articles homonymes, voir Lecat.
Didier Lecat est un journaliste français, écrivain et administrateur né le 17 janvier 1946 à Paris 6e et mort le 25 octobre 2004 à Neuilly-sur-Seine.
Didier Lecat débute à l'ORTF, à la radio, dans le service Information-Jeunesse dirigé par Henri Poumerol et où travaille alors Yves Mourousi. Il est aussi directeur général  de la Prévention routière à Paris avant d'être nommé directeur du développement de La Cinquième, la chaîne de télévision lancée par Jean-Marie Cavada.
Il est surtout connu pour avoir été le présentateur de 76 émissions de La Chasse au trésor entre 1982 et 1984. Il est le père de Mathieu Lecat et beau-père de la chanteuse Hélène Ségara. Avec cette dernière, qu'il rédige un livre d'entretiens en 2003.